# レッドウィングス航空
レッドウィングス航空（レッドウィングスこうくう、ロシア語: АО «Ред Вингс»、英語: Red Wings Airlines）は、ロシア・モスクワのドモジェドヴォ空港を拠点とする航空会社である。旅客便と貨物便の双方のサービスを提供している。

## 歴史

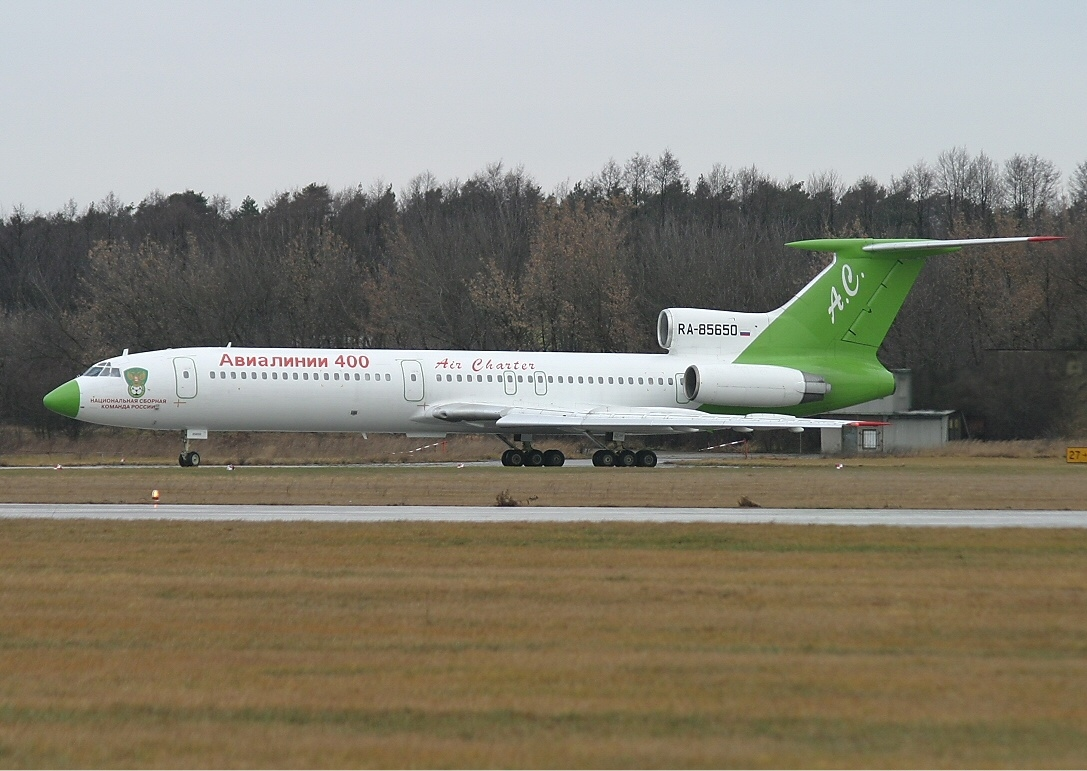
エアライン400時代のツポレフTu-154（2005年、パルドゥビツェ空港にて）

1999年にVARZ-400（VARZはヴヌーコヴォ航空修理工場のロシア語略称）として設立され、2001年にエアライン400(Airlines 400)に改称した後、2007年に現社名に改称した。
ロシアのオリガルヒの一人であるアレクサンドル・レベデフにより、ロシア製の210人乗り双発ジェット機であるツポレフTu-204-100Bを使用したLCCとして設立された会社である。同社は10機のTu-204-100Bを保有しており（11機目は2012年12月の着陸失敗事故で全損した）、これを補完するためにエアバスA320やエアバスA321の導入も検討していた。
レベデフはドイツのチャーター便会社であるブルーウィングスの株式の49パーセントを保有しており、レッドウィングスの姉妹会社となる予定だった。しかし、ブルーウィングスは2008年の金融危機による投資家の減少により2010年1月に破産し、全ての運行を停止した。
2012年12月19日、同社の9268便がヴヌーコヴォ国際空港で着陸に失敗し墜落した。この事故の後、ロシアの航空当局は同社の運航と機体整備に関する緊急検査を実施し、その結果2013年2月4日付で航空運送事業許可(AOC)が取り消された。同社はこの前日に全ての運航を停止しており、レベデフは運行再開の予定はないと発表した。
2013年4月4日、NRCが同社を1ルーブルで売却した（リース機はNRC傘下のリース会社であるイリューシン・ファイナンスが引き続き保有）。新オーナーは、機材を10機から15機に増やす計画で、購入する機材は全てロシア製とする予定だった。4月25日、ロシア航空の前CEOセルゲイ・ベロフが社長に就任すると発表した。6月18日、ロシア連邦航空局は、レッドウィングス航空の民間旅客輸送と貨物輸送の認証を更新した。6月22日にチャーター便の運航を再開し、7月12日にモスクワからの定期便の運行を再開した。
事業力強化のため、ノルダヴィア（現 スマータヴィア）との合併を決定した。しかし、合併手続きは開始されたものの、合併完了の日程や両社の将来の事業関係およびブランドアイデンティティの明確化については発表されなかった。計画では、ノルダヴィアが発注していたエアバスA320をレッドウィングス側に引き渡すこととなっていた。新しいブランド名は合併完了後に発表される予定だった。その後、2019年の3月に合併が中止となった。
2018年9月20日、リブランディングを発表した。塗装を更新した最初の機体はエアバスA321で、2018年末までに到着する予定だった。
2021年8月、統一航空機製造会社と、スホーイ・スーパージェット100のエンジンの技術支援に関する20年間。5億ドルの契約を締結した。それ以前は、エンジンの製造元であるパワージェット社のみが、航空会社と直接技術支援契約を締結する権利を有していた。
2022年、ロシアによるウクライナに対する特別軍事作戦の開始を受けて、EU域内乗り入れ禁止航空会社に追加された。

## 就航地

### コードシェア協定
レッドウィングス航空は以下の会社とコードシェア協定を結んでいる。
- ベラヴィア[12]
- スマータヴィア[13]
- ウラル航空[14]

## 保有機材

### 現在の機材

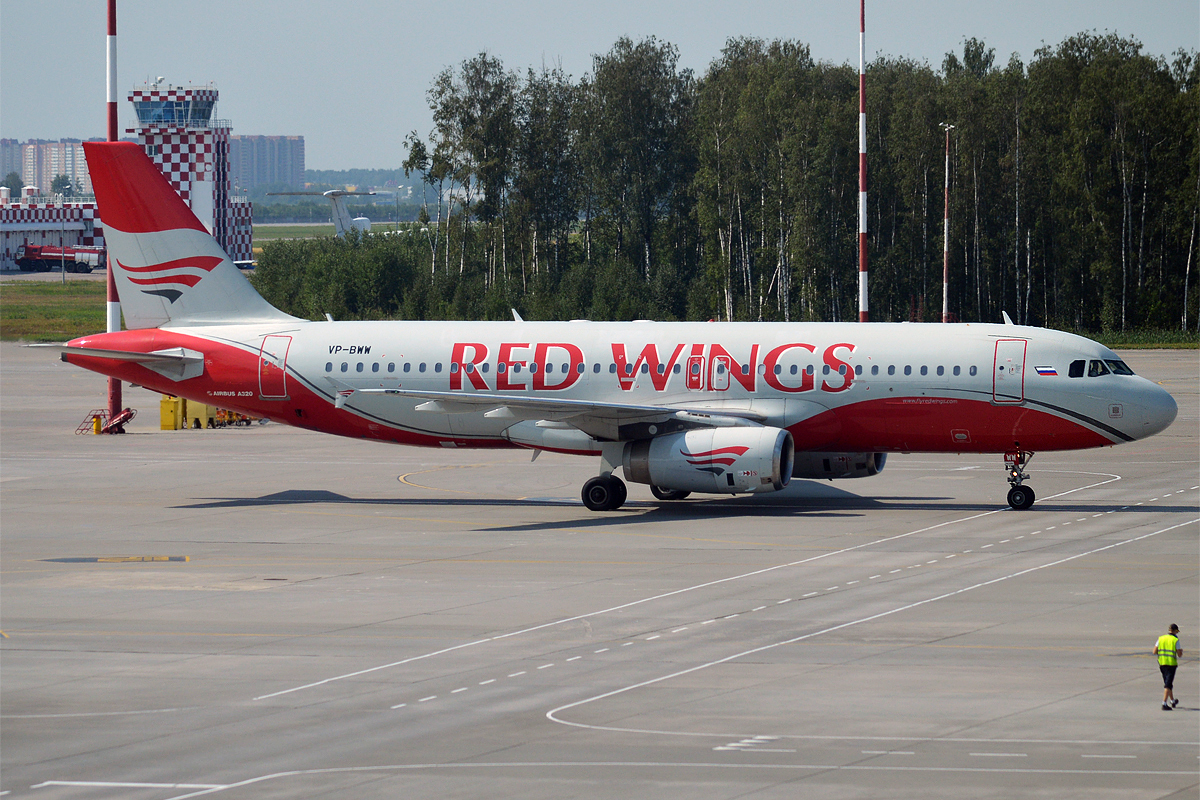
かつて保有していたエアバスA320-200（旧塗装）

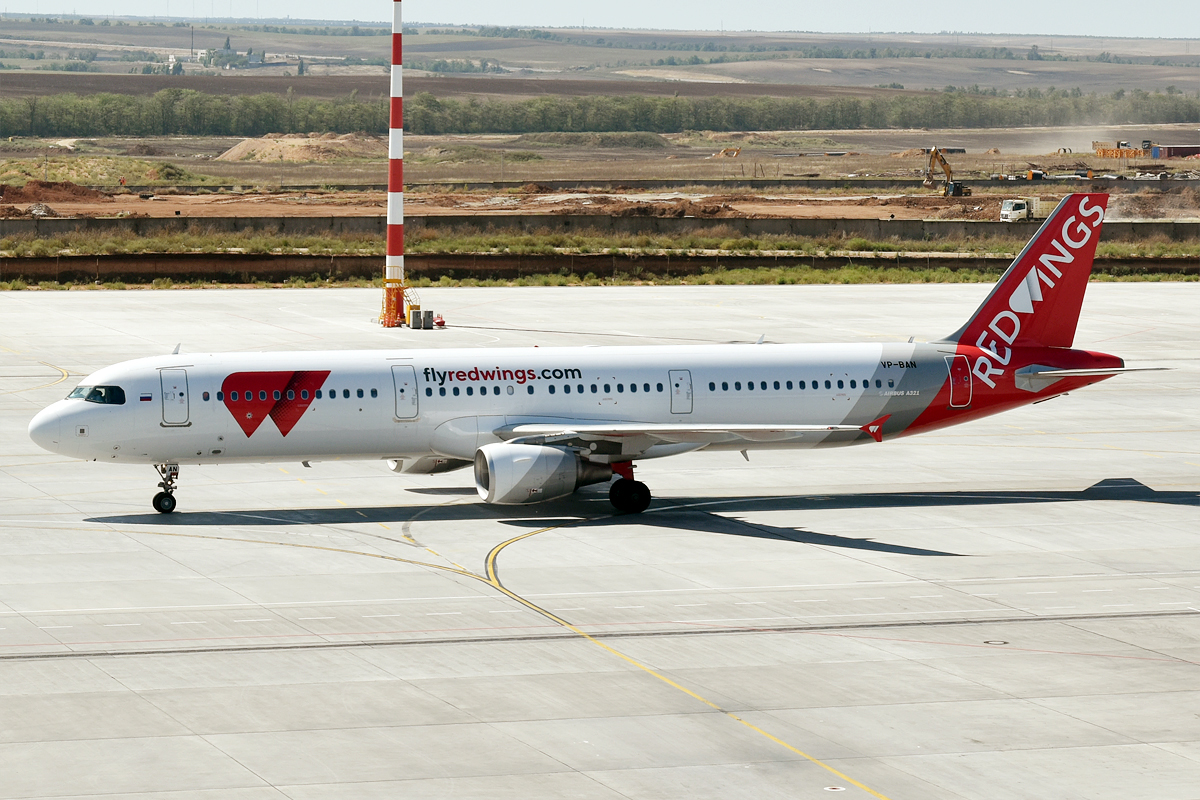
かつて保有していたエアバスA321-200（旧塗装）

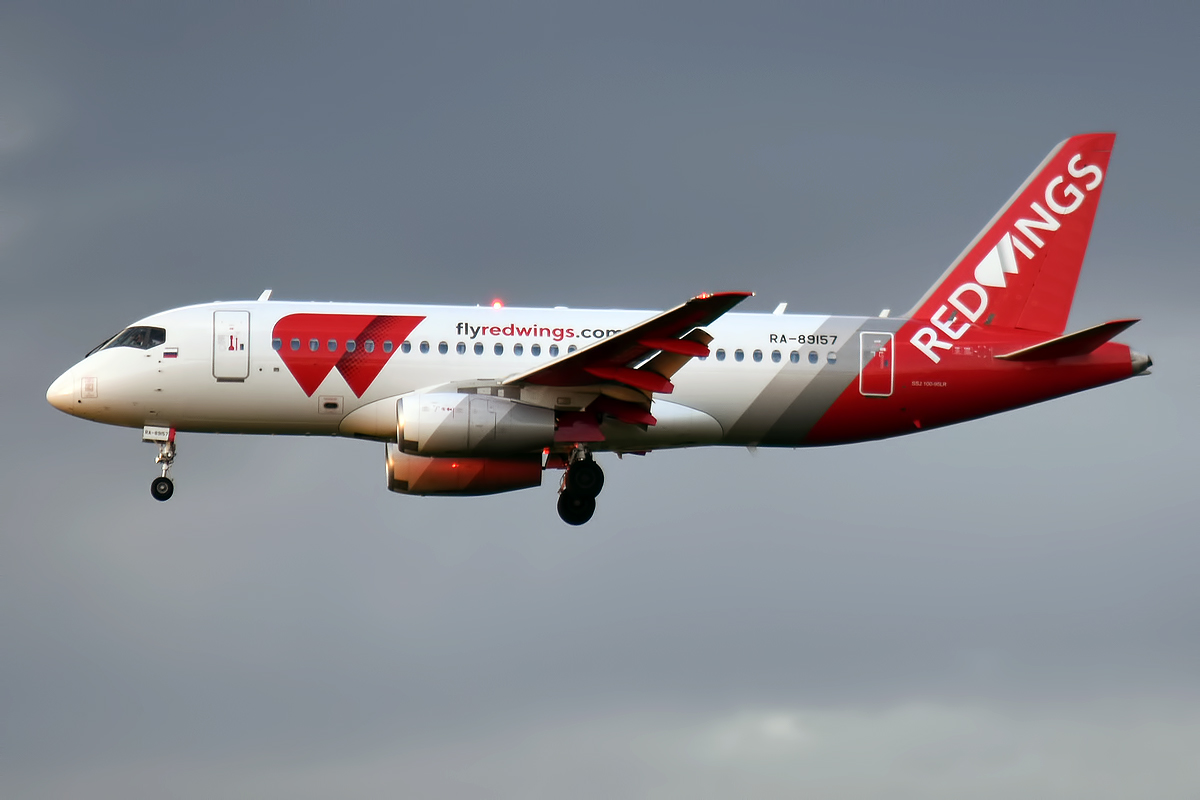
スホーイ・スーパージェット100-95LR

2024年1月現在、レッドウィングス航空は以下の機材を保有している。
| 機体                             | 就航 | 発注 | 乗客数 | 乗客数 | 乗客数 | Notes                                                 |
| 機体                             | 就航 | 発注 | C      | Y      | Total  | Notes                                                 |
| -------------------------------- | ---- | ---- | ------ | ------ | ------ | ----------------------------------------------------- |
| ボーイング777-200ER              | 3    | —    | –      | 412    | 412    |                                                       |
| スホーイ・スーパージェット100-95 | 20   | 40   | –      | 100    | 100    | 合計60機の予定                                        |
| ツポレフTu-204-100               | 3    | —    | –      | 210    | 210    |                                                       |
| ツポレフTu-214                   | 1    | —    | –      | 194    | 194    | 国際線用に使用。 将来的にA320とA321を置き換える予定。 |
| ヤコブレフMC-21-300              | —    | 16   | TBA    | TBA    | TBA    |                                                       |
| 合計                             | 27   | 56   |        |        |        |                                                       |

### 過去の機材
- エアバスA320-200[22]
- エアバスA321-200[22]
- イリューシンIl-76
- ツポレフTu-154

## 事故
- 2012年12月29日、ヴヌーコヴォ国際空港に着陸しようとしたレッドウィングス航空9268便（ツポレフ Tu-204-100B）が滑走路をオーバーランし、乗員8人中5人が死亡した（レッドウィングス航空9268便着陸失敗事故）。その9日前の2012年12月20日にも、ヴヌーコヴォ発ノヴォシビルスク・トルマチョーヴォ空港行の飛行機が着陸時に滑走路を350メートルオーバーランする事故が発生していた。この事故での死者はいなかった[23]。